# 十字架上のキリストの最後の7つの言葉 (ハイドン)

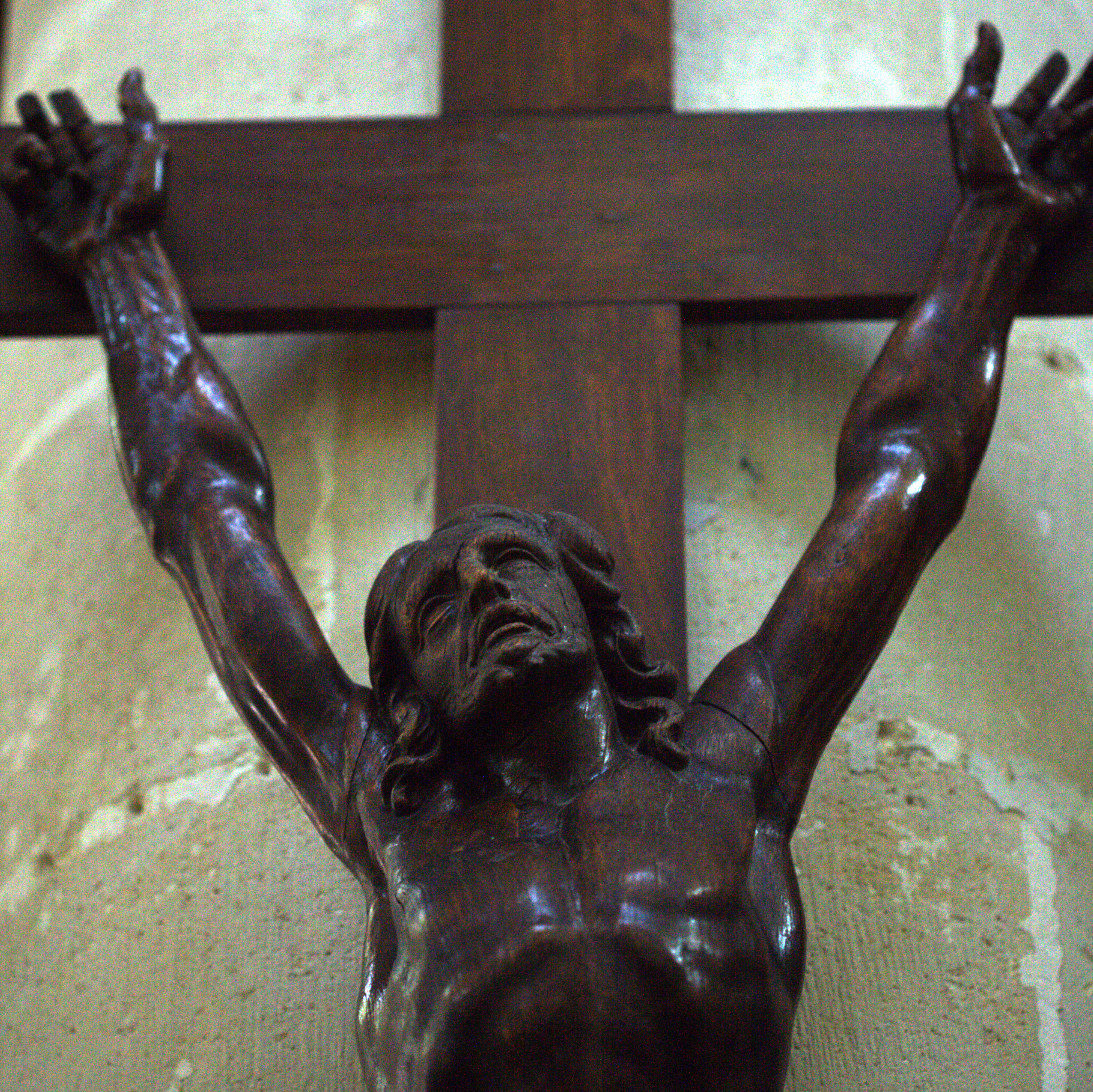

『十字架上のキリストの最後の7つの言葉』（じゅうじかじょうのキリストのさいごのななつのことば、Die sieben letzten Worte unseres Erlösers am Kreuze ）は、フランツ・ヨーゼフ・ハイドンが1786年に作曲した管弦楽曲。同じ趣向のハインリヒ・シュッツの『十字架上での七つの言葉』と並んで知られる。原曲は管弦楽曲であるが、後にハイドン自身の手によって、弦楽四重奏版とオラトリオ版が編曲されており、さらにハイドンが監修したクラヴィーア用の編曲版がある。
1786年、54歳の頃にスペインのカディス大聖堂からの依頼によって作曲された。聖金曜日の礼拝において、福音書に書かれたキリストの十字架上での7つの言葉をそれぞれ読み、瞑想する時間に演奏されるための音楽となっており、序章に始まり、7つの言葉に相応する7曲のソナタ、最後にイエスの死のときに起こった地震（Il Terremoto）を表した力強い曲によって構成されている。
7つのソナタはその目的上、すべて緩徐楽章である。速度変化に乏しい音楽を延々と続けることは、ハイドンにとっても困難な作業だったが、出来上がった作品には自身も満足し、「初めて音楽を聴く人にも深い感動を与えずにはおかない」と語っている。

## 編曲版
依頼されて作曲したのは管弦楽のためのものだったが、ハイドン自身もこの作品を気に入っており、翌1787年には自身の編曲による弦楽四重奏版、そして自身の監修によるクラヴィーア版の楽譜が出版されている。下記オラトリオ版以外では、各ソナタの冒頭でキリストの言葉が朗読者によって語られることが多い。

### オラトリオ版
1795年、イギリス旅行からウィーンへの帰途、パッサウの大聖堂に立ち寄ったハイドンは、ここで楽長兼オルガニストだったヨーゼフ・フリーベルトがこの曲に詩人ラムラーによる歌詞をつけ、カンタータとして演奏しているのを耳にした。ロンドンではヘンデルの大規模なオラトリオを聴いて触発されていたハイドンは、フリーベルトが編曲した楽譜を受け取るとウィーンに戻り、フリーベルトの編曲を手直しするとともに、ゴットフリート・ファン・スウィーテン (英語版en:Gottfried van Swieten) の協力によって歌詞にも手を加え、翌1796年にオラトリオ版を完成させた。
オラトリオ版では、オーケストラに新たにクラリネット、トロンボーン、コントラファゴットが加えられ、第5ソナタを除く6曲のソナタには、イエスの言葉を歌うコラール風の四声体の部分が新たに作曲された。また、第4ソナタの後には序曲が挿入された。これは、オラトリオの2部構成を意識したものである。

## 楽曲構成
- 序章 Maestoso adagio
レクイエムの調性であるニ短調で作曲されているが、マエストーソで奏でることでキリストを単に苦しむ者としてではなく、世界の支配者として宣言している。
- 第1ソナタ 「父よ！彼らの罪を赦したまえ」 Largo
- 第2ソナタ 「おまえは今日、私と共に楽園にいる」 Grave e cantabile
- 第3ソナタ 「女性よ、これがあなたの息子です」 Grave
- 第4ソナタ 「わが神よ！何故私を見捨てたのですか？」 Largo
- 序曲 Poco Largo （オラトリオ版）
半音での動きや「うめき」のモティーフなど、この作品を通じての象徴的な音形が散りばめられている。
- 第5ソナタ 「渇く！」 Adagio
- 第6ソナタ 「果たされた！」 Lento
- 第7ソナタ 「父よ！あなたの手に私の霊を委ねます」 Largo
- 地震 Presto e con tutta la forza

## 編成

### 管弦楽編成
フルート 2、オーボエ 2、ファゴット 2、ホルン 4、トランペット 2、ティンパニ、弦楽合奏

### オラトリオ版
フルート 2、オーボエ 2、クラリネット 2、ファゴット 2、ホルン 2、トランペット 2、トロンボーン 2、ティンパニ、弦楽合奏、混声合唱、独唱（ソプラノ、アルト、テノール、バス）

## 演奏時間
- 弦楽四重奏版：約57分
- 管弦楽版：約41分。
- オラトリオ版：約55分